# Литтл Джонни Джонс
Не следует путать c Литтл Джонни Джонсом (1930—2000), известным исполнителем госпел- и соул-музыки
Не следует путать c Джонни «Ярд Дог» Джонсом (1941—2015), известным блюзовым гитаристом
Не следует путать c Джонни Джонсом-младшим (1936—2009), известным блюзовым гитаристом
Не следует путать c Джонни Джонсоном (1924—2005), также известным блюзовым пианистом
Литтл Джонни Джонс (англ. Little Johnny (Johnnie, Johnnie) Jones, урождённый Джони Макферсон (или Макфирсон) ; 11 ноября 1924, Джэксон (по другим данным 10 октября 1924 года Инвернесс ), Миссисипи, США  — 19 ноября 1964, Чикаго, Иллинойс, США) — американский блюзовый пианист, вокалист и харпер. Номинант Blues Music Awards в категории «Песня года» (1980).

## Биография
Двоюродный брат Отиса Спэнна Джонни Джонс родился в 1924 году в Джэксоне или Инвернессе, штат Миссисипи. Во всяком случае в 1930-е годы Джонни Джонс жил в Джэксоне вместе с матерью Мэри, церковной пианисткой, и отчимом Джорджем Джонсом, водителем грузовика и гитаристом-любителем. Вслед за Отисом Спэнном начал учиться играть на фортепиано в церкви Джэксона. Отис Спэнн утверждал, что «В итоге я научил его, но он превзошёл меня в моей же собственной игре»
В 1945 году он, вместе с Литтл Уолтером и Лероем «Бэбифейс» Фостером приехал в Чикаго, где вскоре заменил получившего после инсульта паралич руки Майора Мэйуэзера в группе Тампа Реда. Подобно большинству пианистов из Чикаго того времени, Литтл Джонни Джонс испытал большое влияние манеры Мэйуэзера, и перенял у него много в своём творчестве.
В 1949 году Джонни Джонс аккомпанировал на гармонике Мадди Уотерсу в его выступлениях и записался с ним в нескольких сессиях, аккомпанируя на фортепиано и исполняя партию бэк-вокала. В свою очередь, Мадди Уотерс записывался в дальнейшем на сольных альбомах Литтл Джонни Джонса. Между 1949 и 1953 годами пианист участвовал в десяти записях Тампа Реда, сделанных для Victor. C 1951 по 1956 год Джонни Джонс постоянно играл вместе с Элмором Джеймсом и помимо этого участвовал как сессионный музыкант в записях многих блюзменов, например Альберта Кинга и Джимми Роджерса. Также музыкант периодически записывался сольно; его песня «Big Town Playboy» стала настоящей классикой блюза . В дальнейшем Джонни Джонс работал с Хаулином Вулфом, Билли Бой Арнольдом, Джуниором Уэллсом, Мэджик Сэмом и иными музыкантами.
Музыкант злоупотреблял алкоголем и имел вспыльчивый характер. По словам Хоумсика Джеймса, который работал и гастролировал вместе с Джеймсом и Джонсом в 1950-х «Элмор и Джонни просто устраивали драки каждый вечер»
Литтл Джонни Джонс умер от рака лёгких  (по иным сведениям от  бронхопневмонии) в Больнице имени Джона Строгера 19 ноября 1964 года, оставив после себя жену. Был похоронен на Restvale Cemetery.
В 1980 году в рамках первой церемонии Blues Music Award песня «Prison Bound Blues» авторства Лероя Карра, выпущенная 7"-синглом в исполнении Little Johnnie Jones & The Toe Twisters 1964 года была номинирована на звание песни года.
14 мая 2011 года в рамках четвёртого White Lake Blues Festival был организован сбор средств на установку надгробного камня на заброшенной могиле музыканта, и в июне 2011 года надгробие было установлено.

## Избранная дискография

### Синглы
- «Big Town Playboy»/«Shelby County Blues», Aristocrat 405
- «Sweet Little Woman»/«I May Be Wrong», Flair 1010
- «Hoy, Hoy»/«Doin' the Best I Can (Up the Line)», Atlantic 1045

### Альбомы
- Live in Chicago with Billy Boy Arnold, Alligator AL-4717 (1979, запись 1963 года)
- Doin' The Best I Can Johnny Jones A Chicago Pianist-About-Town and His Fellow Musicians, JSP Records (UK) JSP4245B (2015)

### С Хаулином Вулфом
- The Real Folk Blues, Chess (1965, записи 1956-64 годов)